# Esmoulins
Esmoulins é uma comuna francesa na região administrativa de Borgonha-Franco-Condado, no departamento de Alto Sona. Estende-se por uma área de 4,48 km². Em 2010 a comuna tinha 136 habitantes (densidade: 30,4 hab./km²).